# Écrevisses et langoustines en cuisine

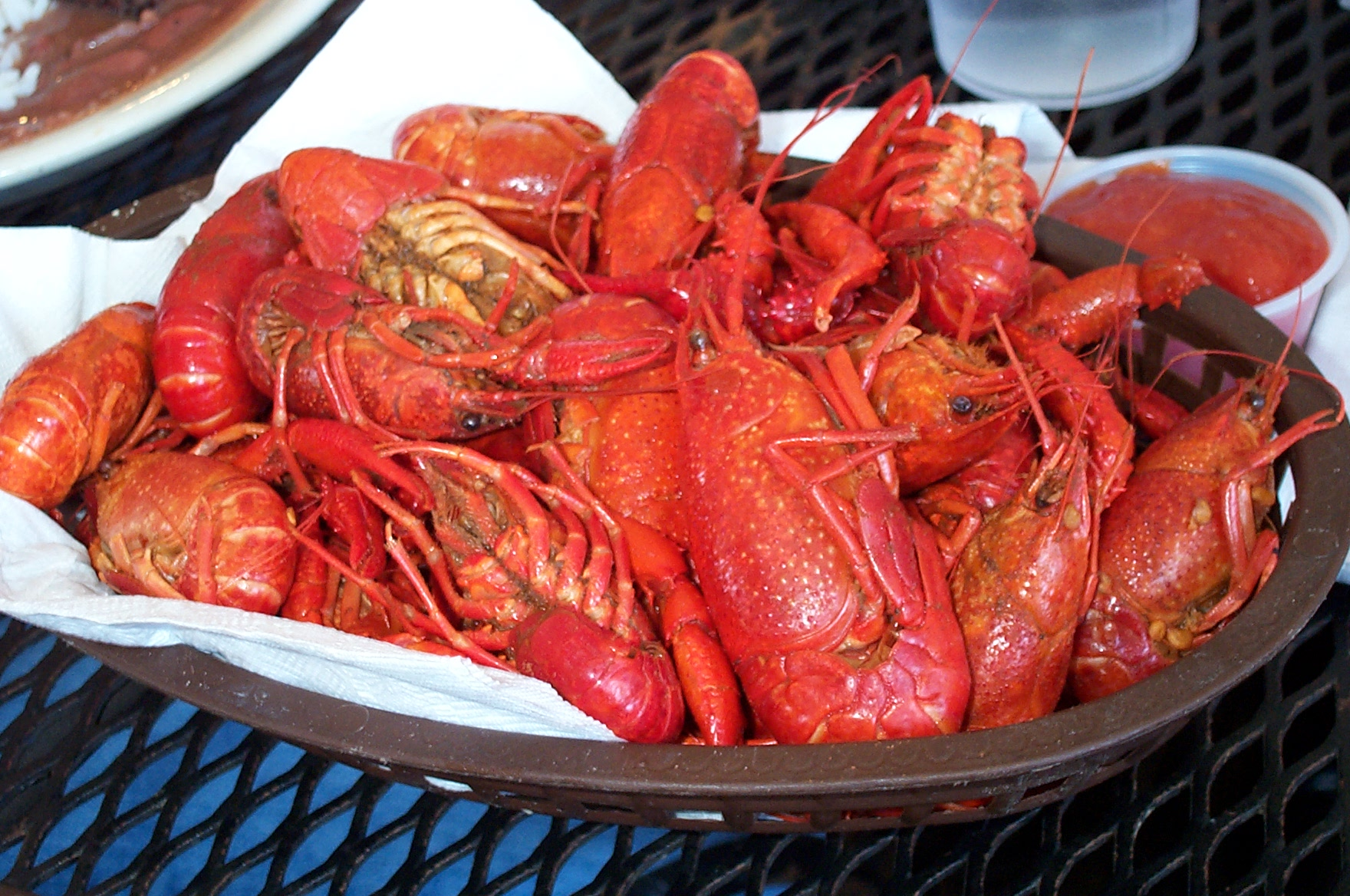
Écrevisses bouillies.

Les écrevisses (eaux douces) et les langoustines (eaux salées) sont mangées partout dans le monde. Comme pour d'autres crustacés comestibles, il y a seulement une petite portion du corps de l'écrevisse qui est mangeable. Dans la plupart des plats, tels que les soupes, les bisques et les cuissons à l'étouffée, la queue seule est servie. Pour un gombo aux écrevisses ou d'autres plats où le corps entier de l'écrevisse est présenté, d'autres morceaux, tels que la chair des pinces, peuvent être mangés.
Les pinces de plus gros spécimens bouillis sont souvent cassées afin d'accéder à la chair. Une autre façon de les manger est de sucer la tête de l'écrevisse, les assaisonnements et les saveurs se mêlent alors au gras des chairs.

## Cuisine régionale

### Australie

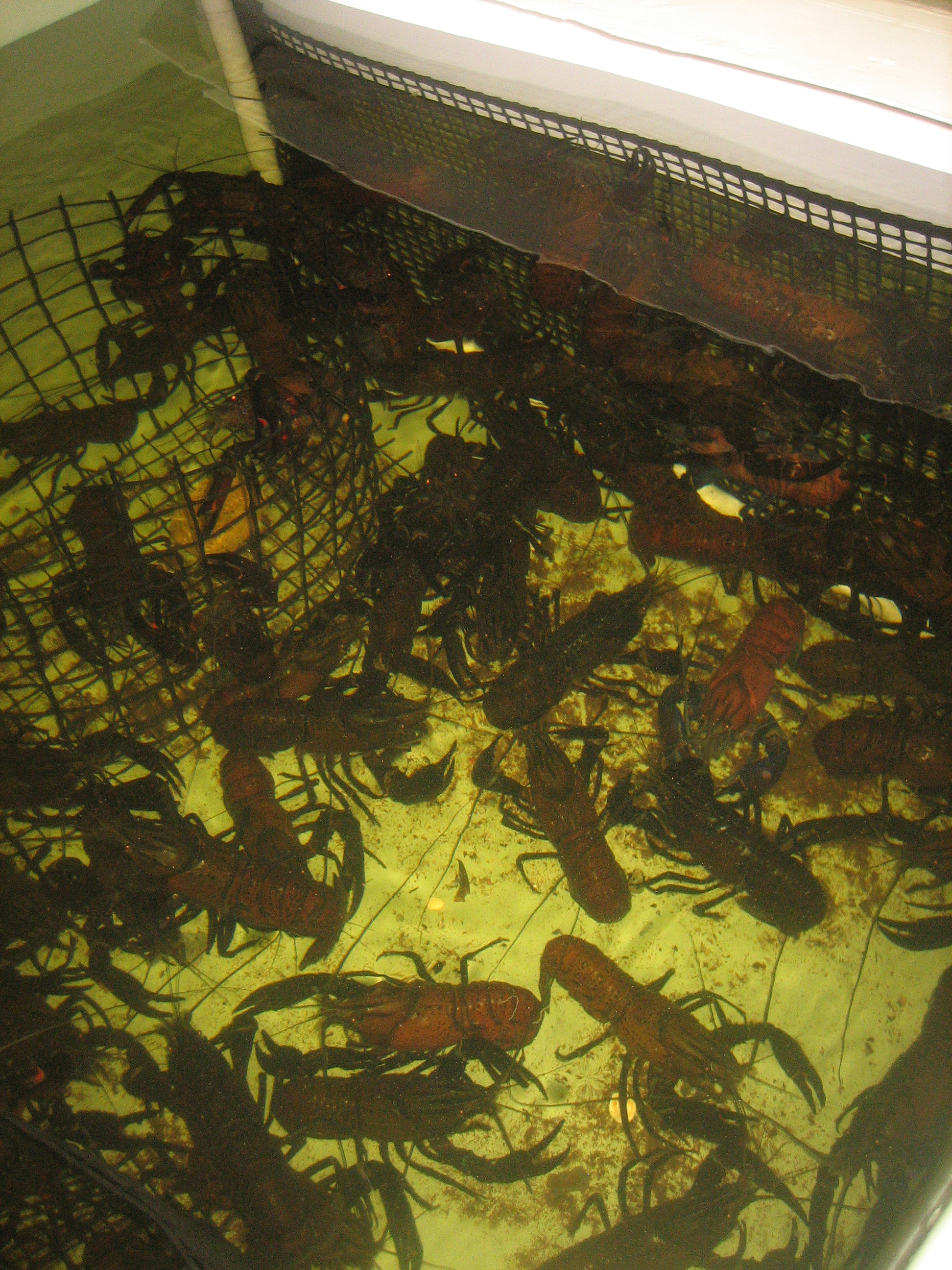
Marron d'élevage (Cherax tenuimanus) sur l'île Kangourou.

L'Australie abrite le genre Cherax qui est distinct des espèces européennes, asiatiques et nord et sud-américaines. Deux des écrevisses comestibles australiennes sont l'écrevisse de Murray (C. destructor) et C. quadricarinatus. L'écrevisse de Murray est plus proche en taille de l'espèce nord-américaine, mais n'est pas considérée comme commercialement viable en dehors de l'Australie en raison de sa croissance relativement lente et de sa petite taille. La Cherax quadricarinatus est deux fois plus grosse que l'écrevisse nord-américaine et contient 30 % de chair comestible, comparativement à 15 % pour P. clarkii. D'autres espèces australiennes sont assez rares et ne sont donc généralement pas utilisées en tant que nourriture. Leur croissance lente fait qu'elles sont généralement peu rentables pour l'aquaculture.

### Chine
La popularité culinaire des écrevisses a balayé la Chine continentale à la fin des années 1990. L'écrevisse est généralement servie avec une saveur mala (une saveur combinée de poivre de Sichuan et de piment fort). Elle peut aussi être cuite à la vapeur et dégustée avec une sauce. À Pékin, l'écrevisse aromatisée à la mala (麻辣小龙虾) est nommée ma xiao (麻小) et souvent savourée avec une bière lors d'une chaude soirée d'été.

### France
Les queues d'écrevisses et le beurre sont aussi utilisés afin d'aromatiser la sauce Nantua qu'on sert souvent avec des quenelles. Les écrevisses ainsi que les œufs à la poêle sont, de façon historique, une garniture commune du poulet Marengo, quoiqu'ils soient souvent omis de nos jours.
Les écrevisses peuvent aussi être accommodées dans une nage.

### Mexique
L'écrevisse mexicaine que l'on nomme localement acocil était une importante source de nutrition dans la culture mexicaine aztèque antique. D'autres noms régionaux pour les écrevisses et les langoustines sont chacales, chacalines et langostinos. Aujourd'hui, les écrevisses sont normalement dégustées bouillies, de la même manière qu'ailleurs dans le monde ou préparées avec des sauces et des condiments typiquement mexicains, particulièrement dans le centre et le sud du Mexique. Les préparations traditionnelles comportent soupes, tacos ainsi qu'en sauce cocktail comme les crevettes.

### Nigéria
Les écrevisses sont normalement fumées et occasionnellement séchées au soleil ; elles forment un produit alimentaire indispensable de la diète des gens des états du Sud en particulier et du Nigéria au complet. Elles sont essentielles à la cuisine nigérienne.

### Pays nordiques

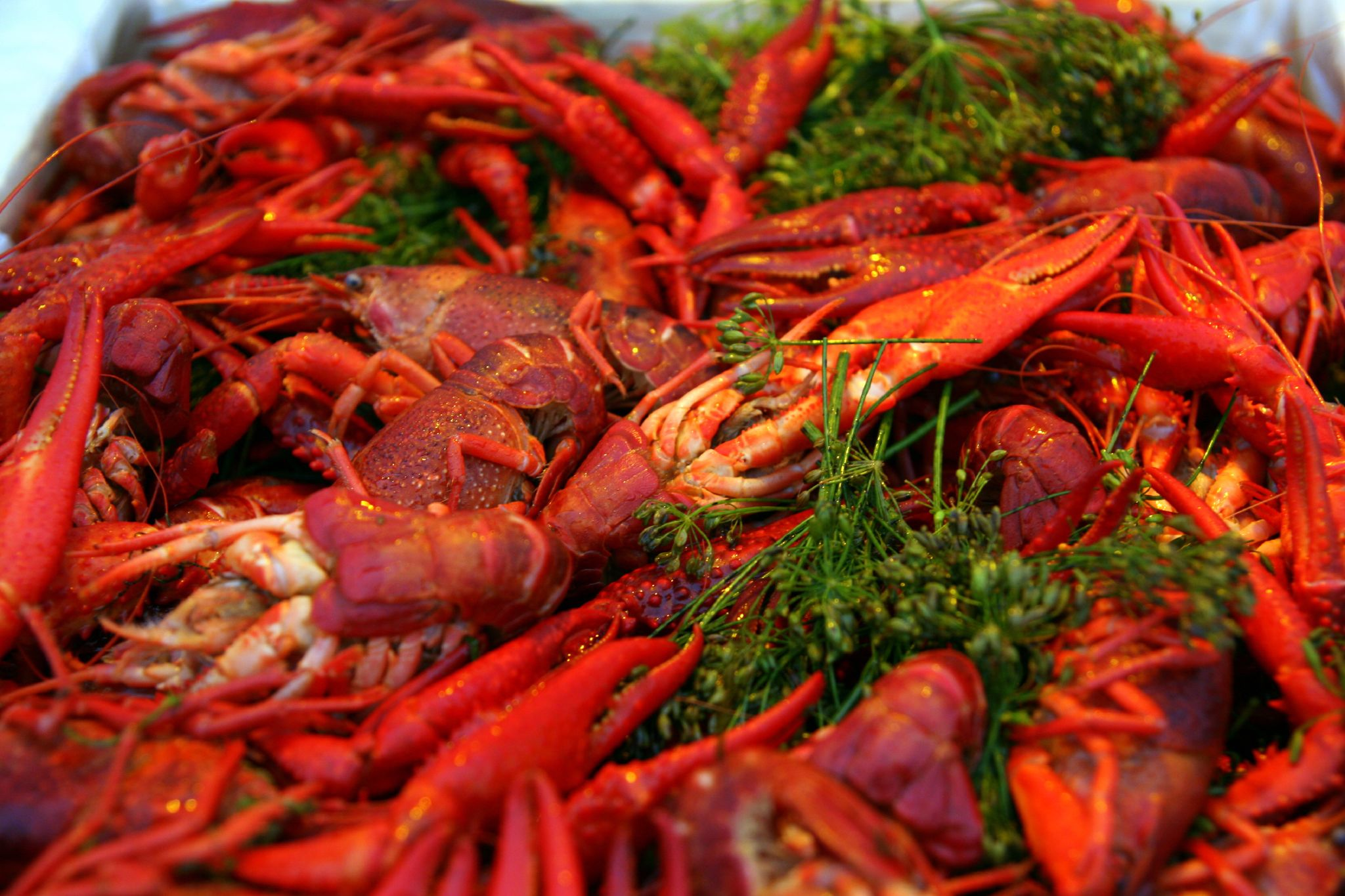
Écrevisses servies avec de l'aneth.

L'écrevisse est un plat populaire en Suède et en Finlande et, par tradition, elle est principalement consommée lors du festin d'écrevisses, appelé kräftskiva, pendant la saison de la pêche en août. L'eau bouillante est généralement aromatisée avec du sel, du sucre, de la bière et de grandes quantités de tiges et de fleurs d'aneth. Alors que la plupart des Américains les mangent chaudes, les Suédois et les Finlandais les mangent normalement froides. Une pratique traditionnelle suédoise et finlandaise consiste à manger des écrevisses avec de la vodka ou de l'aquavit. La capture d'écrevisses domestiques, Astacus astacus, et même d'une espèce américaine introduite, Pacifastacus leniusculus, est très limitée et pour satisfaire la demande, la majorité de ce qui est consommé doit être importé. Les ventes dépendaient de l'importation de provenance espagnole et turque pendant plusieurs décennies, mais après un déclin au niveau de la quantité, la Chine et les États-Unis sont aujourd'hui les plus grandes sources d'importation.

### Russie et Ukraine
En Russie et en Ukraine, les écrevisses (раки, singulier. рак) sont un apéritif saisonnier traditionnel et utilisées en accompagnement avec de la bière et de l'alcool. Bien que les variétés indigènes aient tendance à être plus grosses (généralement Astacus astacus), la pollution de l'eau douce et les années de surpêche limitent largement la disponibilité aux importations — la plupart en provenance d'Arménie, du Kazakhstan et de Chine. Avant la cuisson, les crustacés sont trempés dans de l'eau ou du lait, puis bouillis vivants pendant 7 à 15 minutes dans de l'eau salée à grande ébullition avec des ingrédients supplémentaires, tels que des carottes, des oignons, de l'aneth, du persil, des feuilles laurier, du poivre. Des préparations plus extravagantes comprennent des ingrédients tels que le vin blanc, la bière, la crème sure, les clous de girofle, les graines de carvi, les graines de coriandre, les piments, l'ortie, etc.. Les Russes incorporent rarement les écrevisses dans des plats complexes et, contrairement à d'autres cultures, ils consomment généralement les écrevisses entières, à l'exception de la carapace et des antennes. La fascination russe et ukrainienne pour les écrevisses remonte assez loin et génère un savoir considérable. Un vieux proverbe dit : « Quand il n'y a pas de poisson, même l'écrevisse est un poisson. » Il y a autant de mythes associés à la récolte des écrevisses vivantes les plus fraîches que pour la cueillette de pastèques mûres. Les Russes et les Ukrainiens, en général, ne cuisineront pas d'écrevisses fraîches si les crustacés sont morts ou visiblement léthargiques (mais les spécimens congelés pré-bouillis sont acceptables).

### Espagne

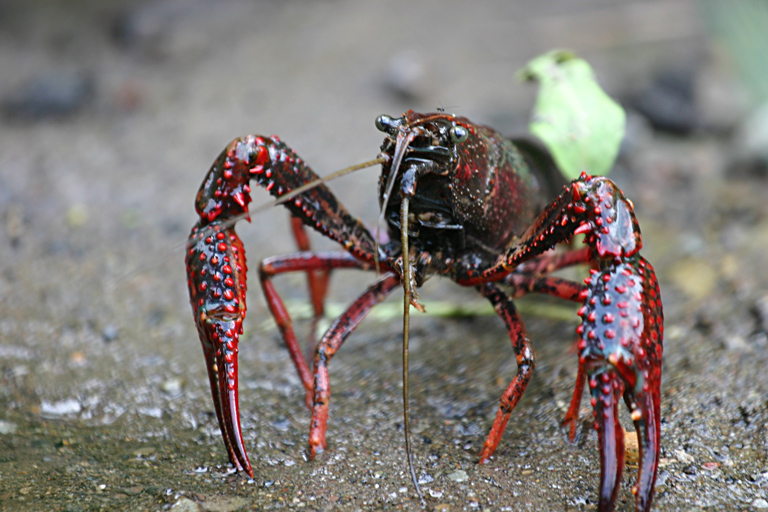
Procambarus clarkii.

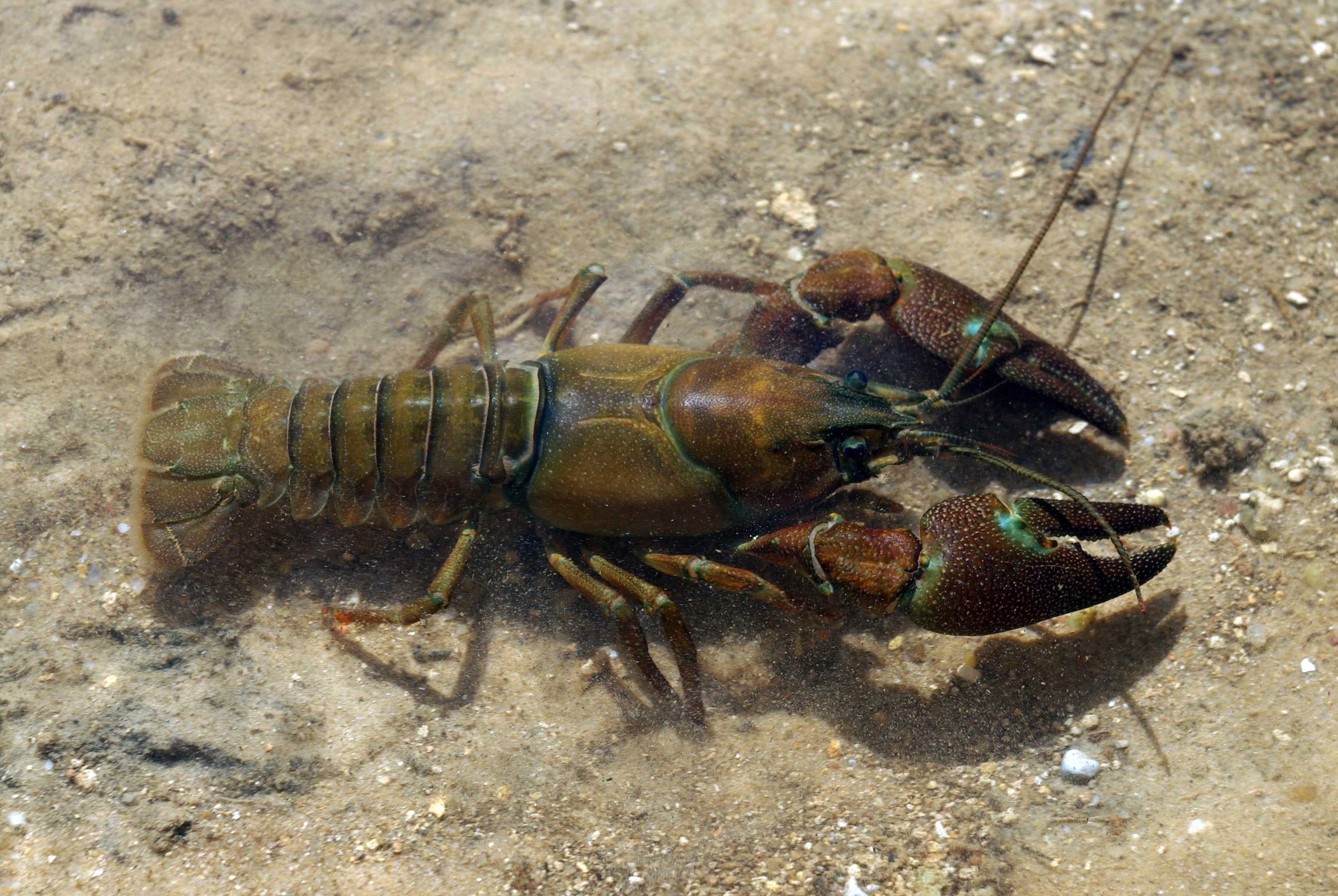
Pacifastacus leniusculus.

En Espagne, l'écrevisse s'appelle cangrejo de río (lit. « crabe de rivière »). Elles étaient autrefois largement consommées, en particulier en Castille-et-León et en Aragon, mais la surpêche et l'introduction d'espèces d'écrevisses non indigènes (par exemple Procambarus clarkii, communément appelée cangrejo americano) a conduit à un déclin dramatique de la population d'écrevisses. De nos jours, elles restent un mets de saison, généralement mijotées dans une sauce tomate, bien que la pêche de l'écrevisse indigène soit strictement interdite car l'espèce est presque éteinte. Au lieu de l'écrevisse indigène, il est courant de pêcher Procambarus clarkii ou Pacifastacus leniusculus, également présents dans la plupart des rivières espagnoles.

### États-Unis
Aux États-Unis, les écrevisses sont souvent appelées crawfish, crawdads ou mudbugs. En 2005, la Louisiane fournissait 95 % des écrevisses récoltées aux États-Unis. En 1987, la Louisiane produisait 90 % des écrevisses récoltées dans le monde, dont 70 % étaient consommées localement En 2007, la récolte d'écrevisses de Louisiane était d'environ 54 800 tonnes, presque toutes issues de l'aquaculture. Environ 70 à 80 % des écrevisses produites en Louisiane sont des Procambarus clarkii (écrevisses rouges de Louisiane), les 20 à 30 % restants étant la variété Procambarus zonangulus. Malgré la production à grande échelle en Louisiane, la plupart des écrevisses congelées disponibles dans les supermarchés d'autres États sont d'importation chinoise.
En Louisiane, dans le sud du Mississippi et dans le sud-est du Texas, les écrevisses sont généralement servies lors d'un rassemblement appelé crawfish boil. Les écrevisses sont bouillies vivantes dans une grande marmite avec beaucoup d'assaisonnement (sel, poivre de Cayenne, citron, ail, feuilles de laurier, etc.) et d'autres aliments tels que des pommes de terre, du maïs, des oignons, de l'ail, des champignons, des cous de dinde et de la saucisse. Il existe de nombreuses méthodes différentes utilisées pour assaisonner les écrevisses et un nombre égal d'opinions sur laquelle est la bonne. D'autres plats populaires de la cuisine cajun et créole de Louisiane comprend les écrevisses à l'étouffée, les écrevisses frites, la tarte aux écrevisses, la vinaigrette aux écrevisses, le pain aux écrevisses, la bisque aux écrevisses et les beignets d'écrevisses.
À Houston, au Texas, un style régional d'écrevisses vietnamiennes-cajun s'est développé,.
Les Cherokees ont une longue tradition d'attraper les écrevisses en les pêchant. Elles sont nettoyées puis trempées dans de l'eau chaude avec environ une cuillère à soupe de sel. Les écrevisses sont légèrement panées avec de la semoule de maïs avant la friture et assaisonnées de sel et de poivre.

## Les religions

### Judaïsme
Comme tous les crustacés, les écrevisses ne sont pas casher car ce sont des animaux aquatiques qui n'ont ni nageoires ni écailles. Elles ne sont donc pas mangées par les Juifs pratiquants.